# Gerersdorf-Sulz
Gerersdorf-Sulz (ungarisch Németszentgrót-Sóskút; kroatisch Sigrot-Šeškut) ist eine Gemeinde mit 1017 Einwohnern (Stand 1. Jänner 2024) im Bezirk Güssing im Burgenland in Österreich.

## Geografie
Die Gemeinde liegt im Südburgenland am Zickenbach, der bei Güssing in die Strem mündet. Die Gemeindefläche wird zu 47 Prozent landwirtschaftlich genutzt, 44 Prozent sind bewaldet.

### Gemeindegliederung
Das Gemeindegebiet umfasst drei Katastralgemeinden bzw. gleichnamige Ortschaften (Fläche Stand 31. Dezember 2023; Einwohner Stand 1. Jänner 2024):
- Gerersdorf bei Güssing (995,49 ha; 496 Ew.) mit Gadigraben, Hackergraben, Jockischberg, Krautgraben, Petzischberg, Riegelberg und Ungerberg
- Rehgraben (625,75 ha; 168 Ew.) mit Hackenberg und Tanczoschberg
- Sulz im Burgenland (541,64 ha; 353 Ew.) mit Hackenberg, Kastell Sulz, der Fabrik Säuerling Vitalquelle und Salaibergen

| Deutscher Ortsname     | Ungarischer Ortsname | Kroatischer Ortsname |
| ---------------------- | -------------------- | -------------------- |
| Gerersdorf bei Güssing | Németszentgrót       | Sigrot               |
| Rehgraben              | Őzgödör              | Prašćevo             |
| Sulz im Burgenland     | Sóskútfalu           | Šeškut               |

### Eingemeindungen
Die heutige Gemeinde entstand mit 1. Jänner 1971. Aufgrund des Gemeindestrukturverbesserungsgesetzes vom 1. September 1970 wurden die zuvor selbständigen Gemeinden Gerersdorf bei Güssing, Rehgraben und Sulz im Burgenland zur Gemeinde Gerersdorf-Sulz zusammengelegt.

### Nachbargemeinden
|                                | Sankt Michael                               | Tobaj   |
| Kukmirn                        | Kompassrose, die auf Nachbargemeinden zeigt |         |
| Eltendorf (Bezirk Jennersdorf) | Neustift bei Güssing                        | Güssing |

## Geschichte

Kastell Sulz, Stich um das Jahr 1886

Die Gemeinde gehörte, wie das gesamte Burgenland, bis 1920/21 zu Ungarn (Deutsch-Westungarn). Seit 1898 musste aufgrund der Magyarisierungspolitik der Regierung in Budapest der ungarische Ortsname Németszentgrót-Sóskút verwendet werden. Nach Ende des Ersten Weltkrieges wurde nach zähen Verhandlungen Deutsch-Westungarn in den Verträgen von St. Germain und Trianon 1919 Österreich zugesprochen. Die Gemeinde gehört seit 1921 zum neu gegründeten Bundesland Burgenland (siehe auch Geschichte des Burgenlandes).
In Sulz befindet sich eine gut erhaltene Kastellburg aus dem 18. Jahrhundert. Die Architektur des Gebäudes mit seinen sechs großen, toskanischen Säulen ist durchaus bemerkenswert und reizvoll. Das Kastell wurde als Badeanstalt für Gäste aus dem ungarischen Raum durch die Gräfin Festetic genutzt. Die umschließende Parklandschaft vermittelt gemeinsam mit dem Gebäude einen harmonischen Eindruck. Im Zweiten Weltkrieg fand die Burg eine Verwendung als Lazarett für verwundete russische Soldaten. Zuvor befand sie sich im Besitz einer jüdischen Familie.
Mit dem Tod des Besitzers 1962 setzte sich der Verfall des Gebäudes fort. Im Jahr 1973 wurde die Burg unter Denkmalschutz gestellt und von einem Verein zur Erhaltung übernommen. Der Verein renovierte mit Unterstützung des Burgenlandes das Dach und sicherte die Bausubstanz.
Anfang Juli 2018 wurde ein Käufer für das sanierungsbedürftige Kastell Sulz gefunden. Der neue Schlossherr wollte sofort mit der Renovierung beginnen und eine kleine Wohnung errichten, im Wesentlichen aber einen Veranstaltungsraum schaffen, der gemeinsam mit dem Kastellverein und der Gemeinde genutzt werden soll. Geplant ist auch der Einbau einer Schlosskapelle.
Im Gemeindegebiet befinden sich auch mehrere Mineralwasserquellen, welche schon den Römern bekannt waren. Dies wurde mit Funden vor Ort belegt (Tonkrüge für die Abfüllung des natürlichen Mineralwassers und römische Münzen). 1905 wurden gegenüber dem Kastell in Sulz eine Abfüllhalle und ein Lager im Stil des Kastells gebaut. Das Mineralwasser wurde in große Teile der Monarchie unter der Marke „Vita Quelle“ erfolgreich vertrieben. Nach dem Zweiten Weltkrieg hatte die Quelle durch verschiedene Eigentümer eine wechselvolle Geschichte. In den 1960er Jahren konnte der Ausstoß auf bis zu sechs Millionen Liter gesteigert werden. Seit 2012 werden die Quellen von der Güssinger GmbH wirtschaftlich genutzt und sind seitdem wieder im Besitz eines österreichischen Unternehmens.

### Bevölkerungsentwicklung
Stark verändert hat sich im Laufe des 20. Jahrhunderts die ethnisch-sprachliche Situation in den seit dem 16. Jahrhundert von Kroaten gegründeten bzw. bestifteten Ortsteilen:
Rehgraben (Prašćevo): Noch zu Beginn des 20. Jahrhunderts bzw. bis zur Angliederung des Burgenlandes an Österreich war Rehgraben eine kroatische Mehrheitsgemeinde (1900: 84, %; 1910: 87,5 %; 1920: 85,8 %; 1923: 74,1 %). Bis 1934 ging diese Mehrheit verloren (117 Kroaten bei 349 Einwohnern bzw. 29,5 %). Ab diesem Zeitpunkt weist die Statistik keine kroatische Minderheit mehr aus.
Sulz im Burgenland (Šeškut): Spätestens seit dem 19. Jahrhundert kann der von Kroaten im 16. Jahrhundert neu bestiftete Ort als eine kroatisch-deutsche Mischsiedlung angesehen werden. Noch in den Jahren 1880 und 1900 weist der Ort eine kroatische Mehrheit von 53,8 % bzw. 57,4 % aus. 1910 ging diese Mehrheit verloren (40,0 %); bis 1934 fiel der Anteil der Kroaten an der Gesamtbevölkerung auf nur mehr 1,7 % ab (1920: 9,6 %; 1923: 8,9 %). Bei den darauffolgenden Volkszählungen finden sich überhaupt keine Kroaten mehr.

## Kultur und Sehenswürdigkeiten
- Siehe auch: Liste der denkmalgeschützten Objekte in Gerersdorf-Sulz

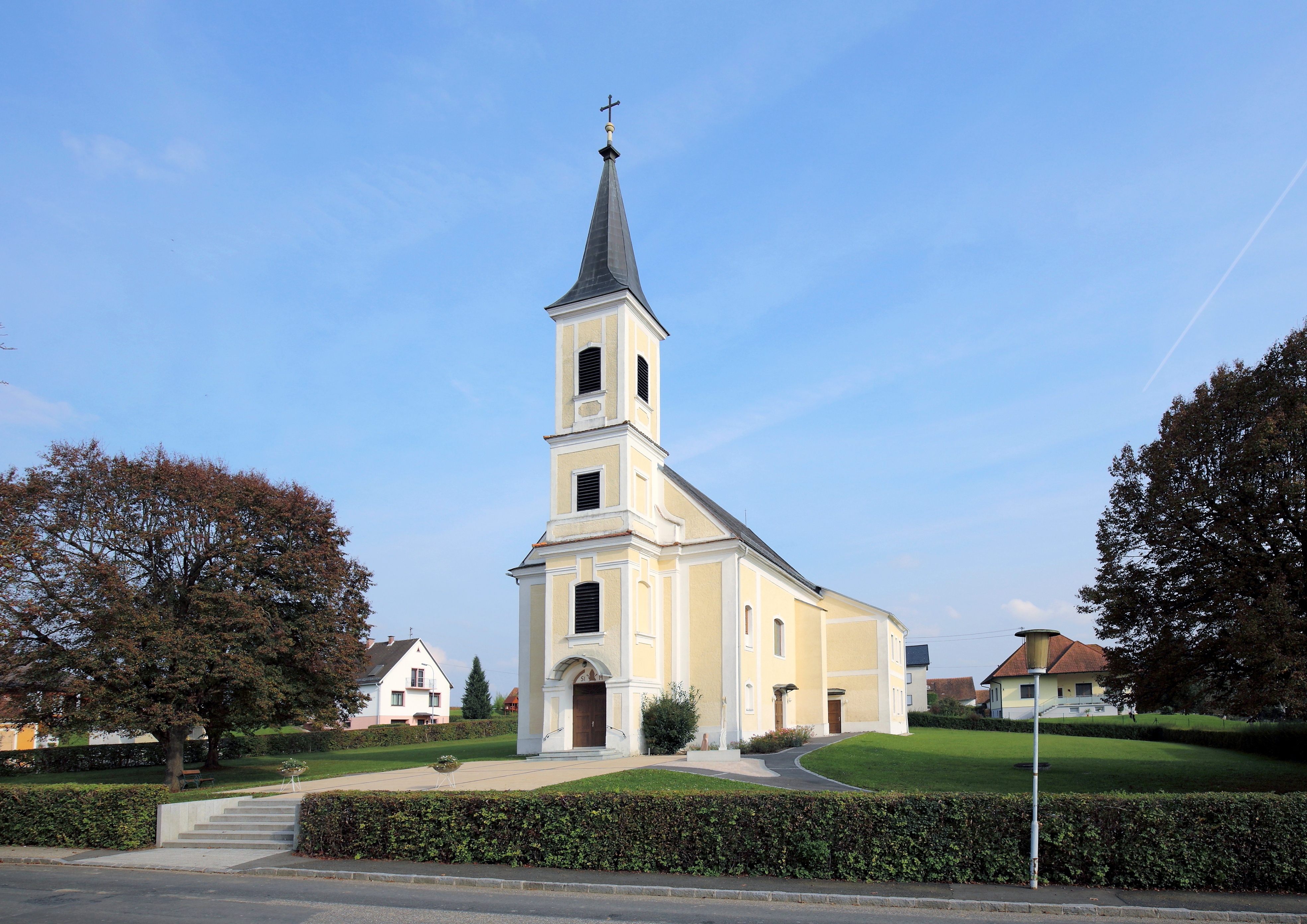
Pfarrkirche Gerersdorf bei Güssing

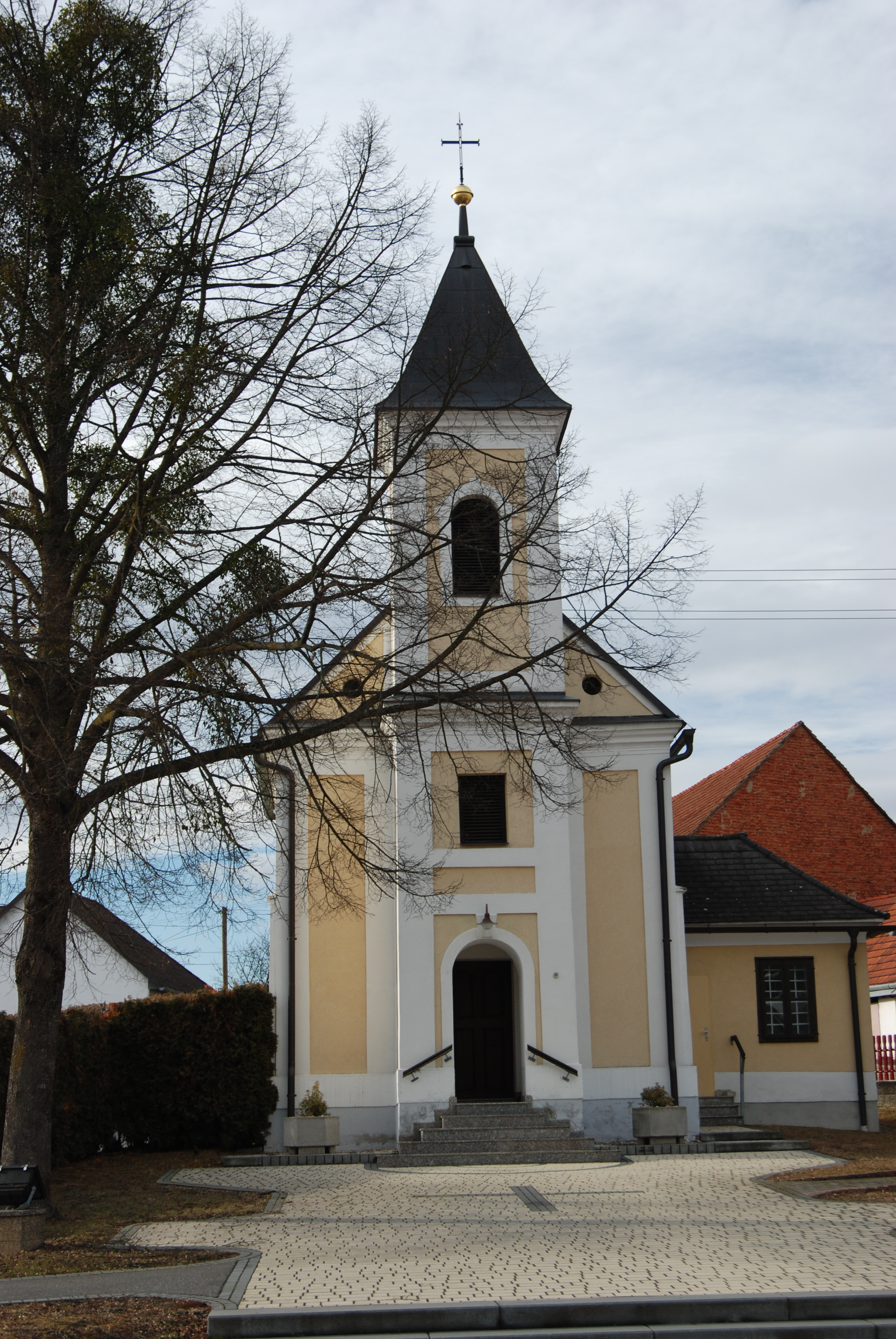
Filialkirche Rehgraben

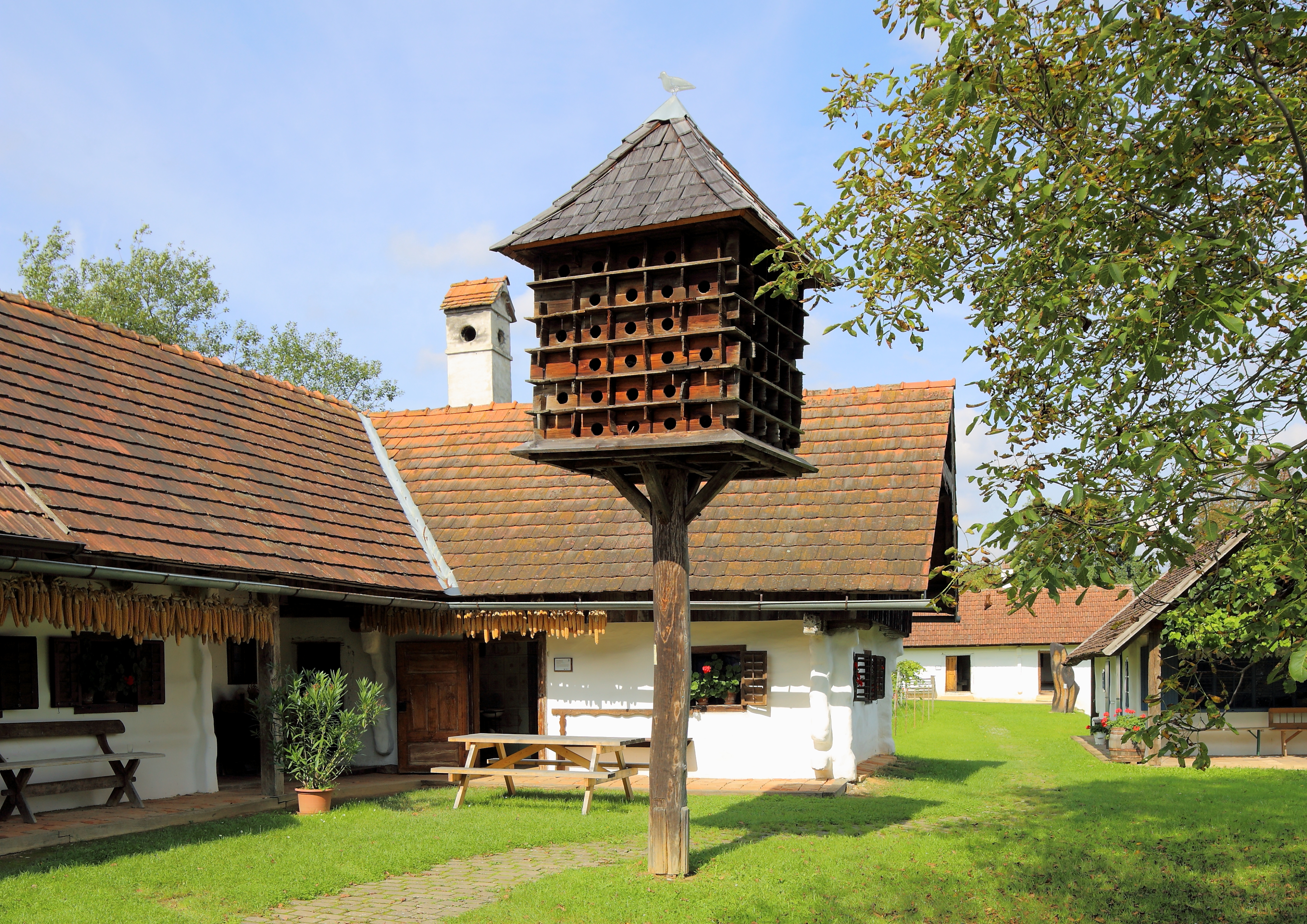
Taubenschlag im Freilichtmuseum Ensemble Gerersdorf

- Freilichtmuseum Ensemble Gerersdorf
- Katholische Pfarrkirche Gerersdorf bei Güssing hl. Martin
- Katholische Filialkirche Rehgraben hl. Anna
- Kastell Sulz

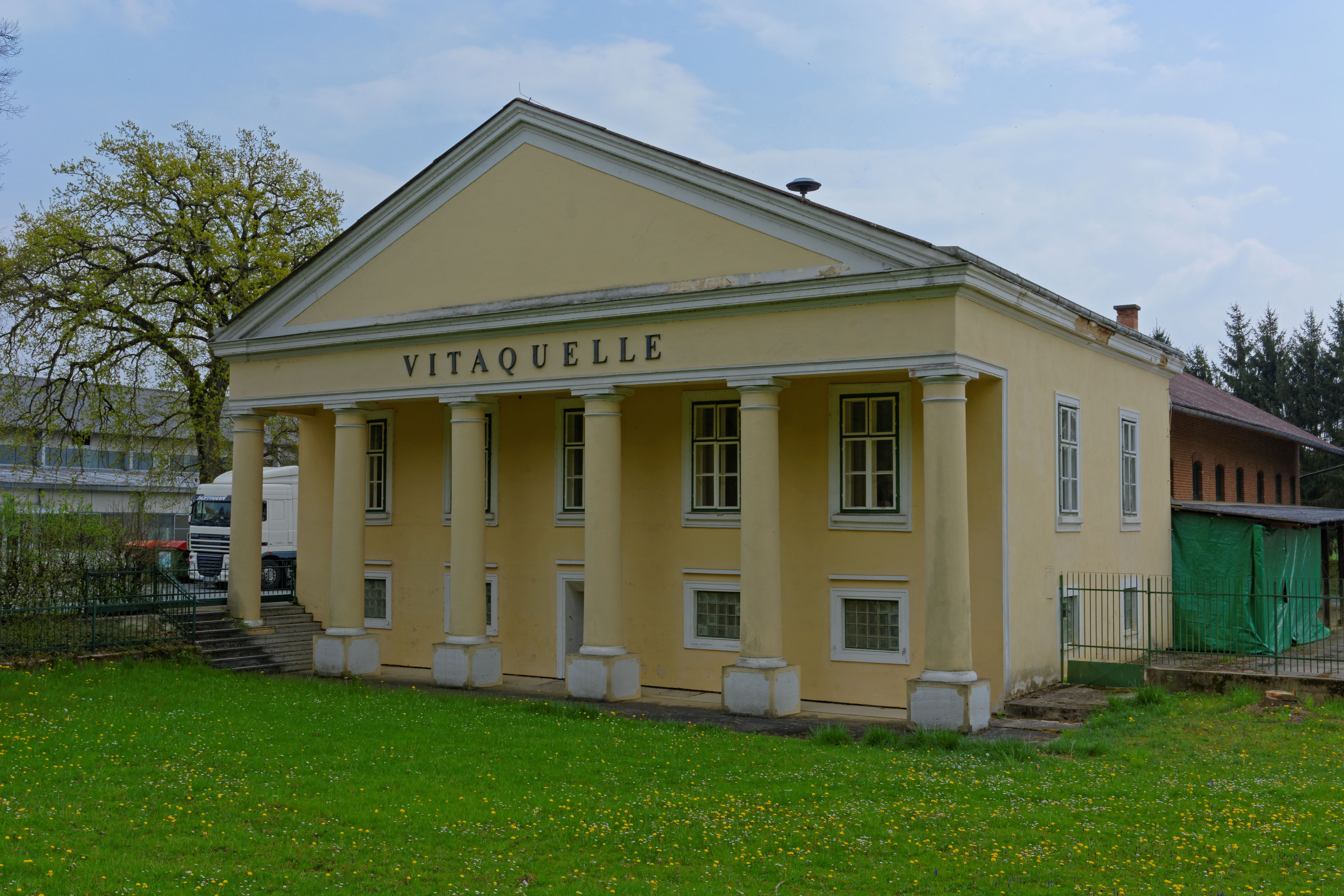
Quellenhaus der Vitaquelle
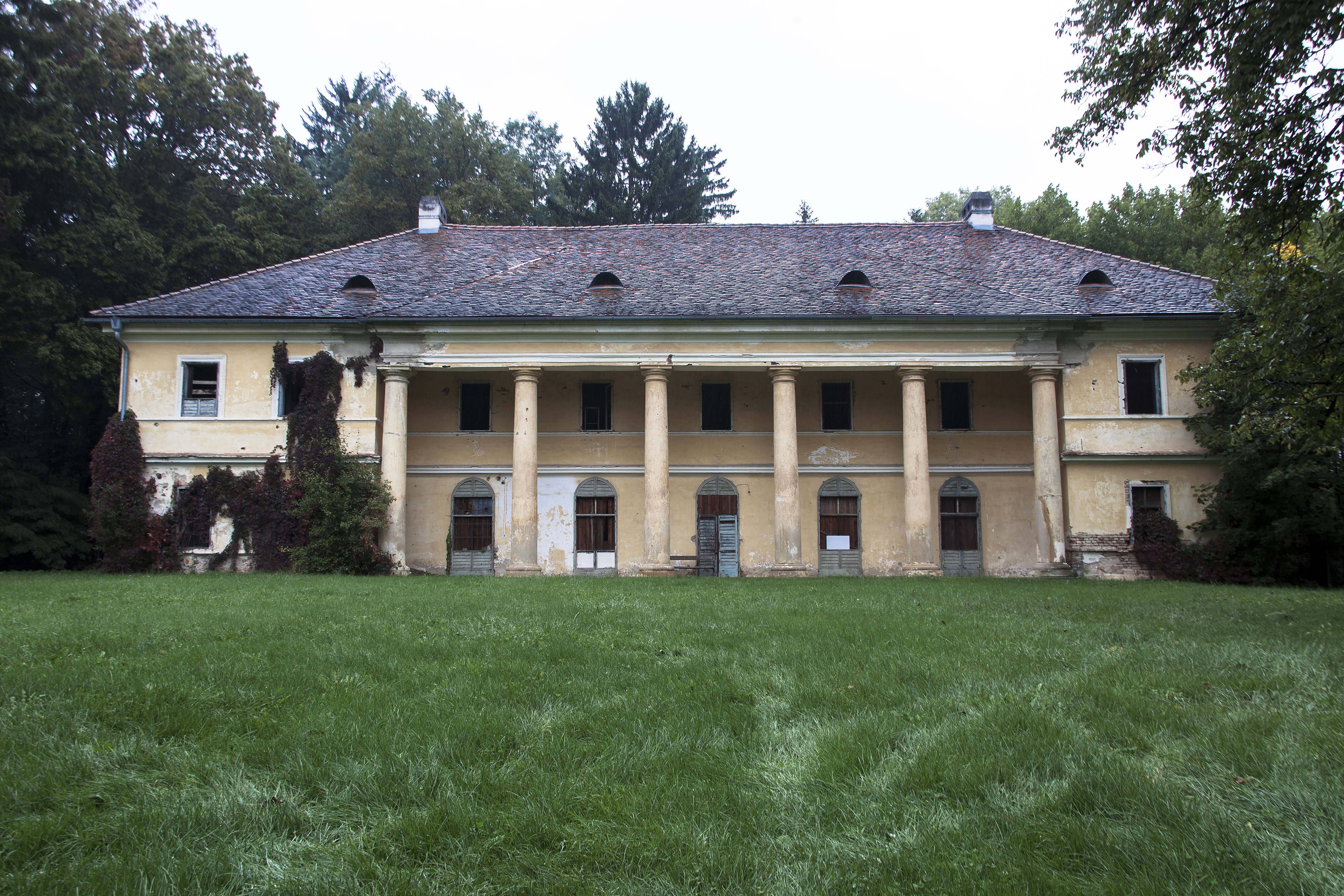
Ehemaliges Kastell Festetics
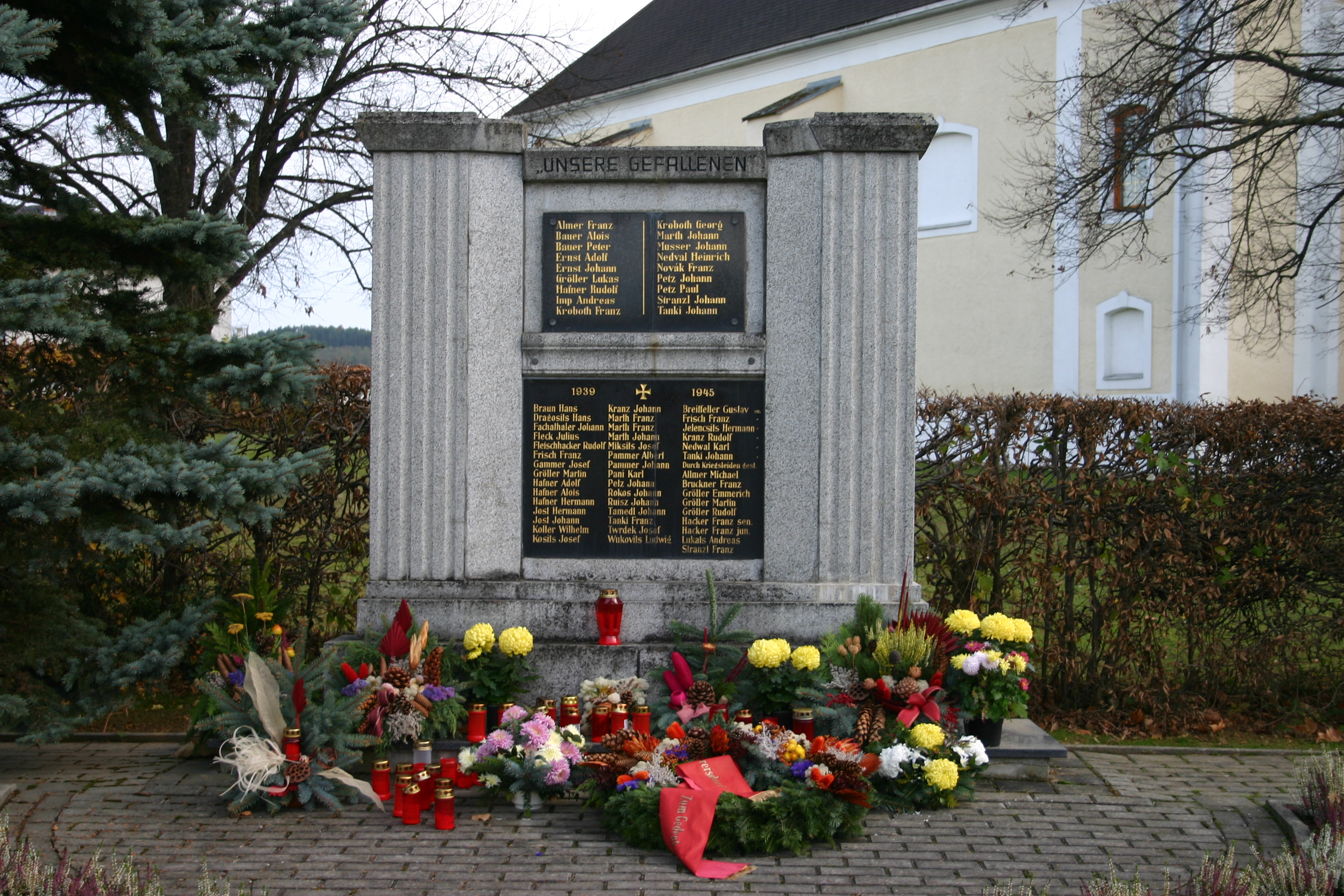
Kriegerdenkmal
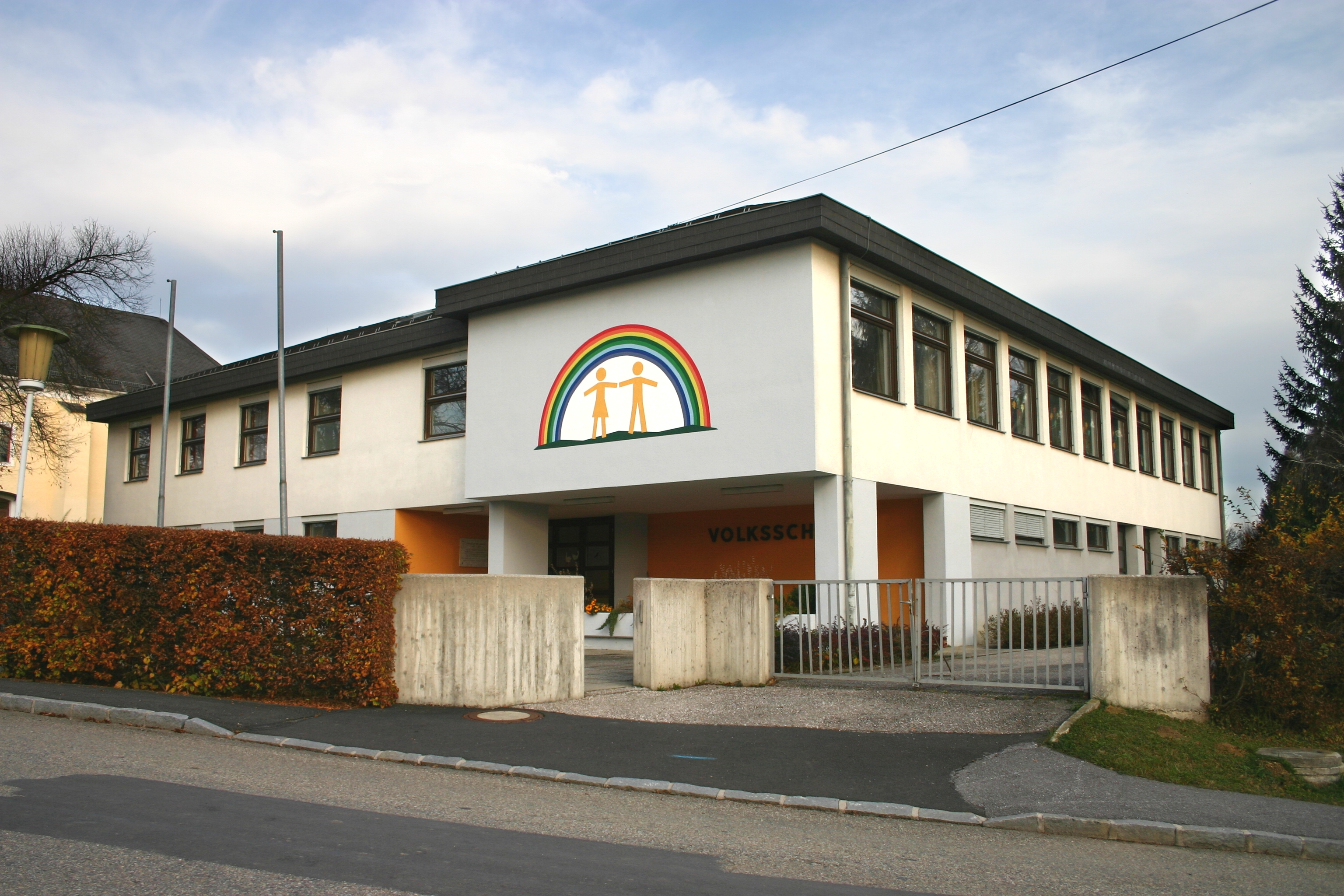
Volksschule

- Quellenhaus der Vitaquelle
- Ehemaliges Kastell Festetics
- Kriegerdenkmal
- Volksschule

## Politik

### Gemeinderat
Der Gemeinderat umfasst aufgrund der Anzahl der Wahlberechtigten insgesamt 19 Mitglieder.
Bei der Gemeinderatswahl 2022 konnte die SPÖ mit 49,59 % die absolute Mandatsmehrheit im Gemeinderat erobern und hat nun 10 Mandate, die ÖVP kam auf 48,30 % und 9 Mandate. Die FPÖ erreichte 2,11 % und verpasste den Einzug in den Gemeinderat.
Bei der Bürgermeisterwahl konnte Roman Jandrisevits mit 51,1 % den amtierenden Bürgermeister Günter Berzkovics (ÖVP) aus dem Bürgermeisteramt verdrängen. Jandrisevits ist der erste SPÖ-Bürgermeister seit der Gemeindezusammenlegung im Jahr 1971.
Dem Gemeindevorstand gehören neben Bürgermeister Roman Jandrisevits (SPÖ) auch Vizebürgermeister Manuel Zach (ÖVP), Mattias Hafner (SPÖ), Edmund Hafner (SPÖ) und Franz Hafner (ÖVP) an. Manuel Zach (ÖVP) wurde in der konstituierenden Sitzung des Gemeinderates zum Vizebürgermeister gewählt.
| Partei          | 2022    | 2022    | 2022    | 2017    | 2017    | 2017    | 2012             | 2012             | 2012             | 2007             | 2007             | 2007             | 2002    | 2002    | 2002    | 1997             | 1997             | 1997             |
| Partei          | Stimmen | %       | Mandate | St.     | %       | M.      | St.              | %                | M.               | St.              | %                | M.               | St.     | %       | M.      | St.              | %                | M.               |
| --------------- | ------- | ------- | ------- | ------- | ------- | ------- | ---------------- | ---------------- | ---------------- | ---------------- | ---------------- | ---------------- | ------- | ------- | ------- | ---------------- | ---------------- | ---------------- |
| ÖVP             | 413     | 48,30   | 9       | 443     | 54,22   | 9       | 474              | 56,77            | 9                | 479              | 57,09            | 9                | 449     | 56,55   | 9       | 467              | 60,18            | 9                |
| SPÖ             | 424     | 49,59   | 10      | 341     | 41,74   | 6       | 361              | 43,23            | 6                | 360              | 42,91            | 6                | 319     | 40,18   | 6       | 309              | 39,82            | 6                |
| FPÖ             | 18      | 2,11    | 0       | 31      | 4,04    | 0       | nicht kandidiert | nicht kandidiert | nicht kandidiert | nicht kandidiert | nicht kandidiert | nicht kandidiert | 26      | 3,27    | 0       | nicht kandidiert | nicht kandidiert | nicht kandidiert |
| Wahlberechtigte | 1028    | 1028    | 1028    | 945     | 945     | 945     | 965              | 965              | 965              | 969              | 969              | 969              | 914     | 914     | 914     | 904              | 904              | 904              |
| Wahlbeteiligung | 86,96 % | 86,96 % | 86,96 % | 90,79 % | 90,79 % | 90,79 % | 90,67 %          | 90,67 %          | 90,67 %          | 89,58 %          | 89,58 %          | 89,58 %          | 90,37 % | 90,37 % | 90,37 % | 90,15 %          | 90,15 %          | 90,15 %          |

### Bürgermeister
- 1971–1975 Alois Pammer (ÖVP)
- 1975–1989 Adolf Berzkovics (ÖVP)[12]
- 1989–2021 Wilhelm Pammer (ÖVP)[13]
- 2021–2022 Günter Berzkovics (ÖVP)[14]
- seit 2022 Roman Jandrisevits (SPÖ)[7]

## Persönlichkeiten

### Söhne und Töchter der Gemeinde
- Peter Jandrisevits (1879–1938), Geistlicher und Politiker (CS) aus Sulz,
- Alois Müller (1878–1945), Maschinenarbeiter und Politiker (SDAP) aus Sulz
- Andreas Nedwal (1891–1975), gelernter Schlosser, Bauer und Politiker (ÖVP) aus Gerersdorf
- Gerhard Kisser (* 1941), Gründer des Freilichtmuseums Ensemble Gerersdorf

### Personen mit Bezug zur Gemeinde
- Siegfried Bauer aus Gerersdorf (Wintertriathlon)
- Julia Dujmovits aus Sulz (Olympiasiegerin, Snowboard)
- Peter Jandrisevits aus Sulz (Fußballspieler, U-19-Nationalspieler)
- Walter Franz aus Güssing (Initiator der Kulturreihe „Abendmusik bei Kerzenschein“, langjähriger Chorleiter des Singkreis Gerersdorf)

### Ehrenbürger
- 2021: Gerhard Kisser, Gründer des Freilichtmuseums Ensemble Gerersdorf[15]
- 2023: Karl Strobl, Pfarrer in Gerersdorf bei Güssing (1978–2021)[16]